# Moncioni
Moncioni è una frazione del comune di Montevarchi, in provincia di Arezzo, posta a 529 metri s.l.m. sulle colline del Chianti. Nei dintorni del paese, all'interno del parco di una villa privata si trova il Pinetum, un giardino botanico progettato da Giuseppe Gaeta che ospita una vasta gamma di conifere esotiche. Nella zona vi si produce l'olio d'oliva.

## Storia
L'attuale frazione di Moncioni è quanto rimane del borgo racchiuso tra le mura dell'antico Castello di Moncione, di cui non restano che poche vestigia,  mentre la Moncioni propriamente detta, ovvero il villaggio di Moncioni (genitivo di appartenenza di Moncione), sarebbe l'odierna San Marco. Le due comunità infatti erano e lo sono tutt'oggi due parrocchie separate: S. Maria a Moncione e S.Marco, già detto de Pocis, ora a Moncioni.
Tanto l'antico castello di Moncione quanto il Villaggio di Moncioni risiedono sul fianco settentrionale di Monte Luco della Berardenga, a levante di Montegonzi sulla destra del borro Rimaggio, e lungo la strada che da Montevarchi porta nel Chianti alto.
Una pergamena del 25 marzo 1084 depositata presso la Badia di Coltibuono e oggi conservata nell'Archivio Diplomatico Fiorentino è il più antico fra i documenti relativi al castello di Moncione. Il documento, rogato in Moncione da Pietro notaro, tratta della vendita di alcune case, vigne, e terreni.
Fino dal secolo XII il castello di Moncione era feudo dei conti Guidi, e come tale lo qualificano i diplomi di Arrigo VI e di Federico II a favore di quei conti Palatini di Toscana. Prima dei conti Guidi, la signoria sul castello era dei marchesi del Monte S. Maria e di Pietrella.
Infatti nell'ottobre 1098, il Marchese Enrico figlio del marchese Ugo e nipote di altro Marchese Enrico, trovandosi infermo nel castello di Pierle, fra le altre disposizioni testamentarie lasciò alla di lui erede contessa Sofia la sua porzione del castello e corte di Montevarchi, il castello e corte di Leona, e il castello di Moncione con quanto teneva in quello del Tasso: et Castellum de Moncione cum sua curte, et quod habebat in castello et curte de Tasso. Non si conosce però in che modo questi paesi di Moncione, di Levane, di Montevarchi ed altri del Val d'Arno superiore passassero dai marchesi di Petrella sotto il dominio dei conti Guidi.
Certo è che Moncione, nel 1247, venne affidata da Federico II a Guido Novello e al conte Simone detti "da Battifolle", figli illegittimi di Guido Guerra IV, per poi evidentemente essere ceduta al ramo dei Guidi di Dovadola se ne era feudatario Marcovaldo di Dovadola, figlio del Conte Ruggiero, quando cospirò contro la Repubblica Fiorentina insieme con altro nobile, messere Piero di Gualterotto de' Bardi. E proprio per questo delitto, con sentenza del 3 dicembre 1336, furono quei due magnati condannati in contumacia alla pena della testa e alla confisca dei loro beni fra i quali fu compreso appunto il castello di Moncione. Ma già nell'ottobre del 1336 Moncione si era ribellata ai Guidi approfittando della rivolta degli altri castelli vicini, come quello di Pietraversa, contro la mala amministrazione dei conti e in particolare contro quella di Guido di Ugo da Battifolle per il "male reggimento che 'l giovane facea a' suoi fedeli d'opera di femmine, e ancora per sodducimento e conforto di certi grandi popolari di Firenze reggenti e nemici de' conti"
Nel 1344 la Signoria di Firenze restitui' Moncione ai Conti Guidi per i buoni servigi resi dal conte Simone II di Battifolle alla causa della Repubblica essendosi recato in città con 400 soldati per partecipare alla cacciata del Duca d'Atene.
Ma le turbolenti vicende di Moncioni non finirono qui. L'8 aprile 1419 fu ucciso a Montevarchi da Albertaccio de' Ricasoli e i suoi sgherri, il conte Guido da Moncione (rampollo dei Conti Guidi e signore del castello), e dunque Filippo Carducci, vicario di San Giovanni, assedio' il castello, dove si erano rifugiati gli assassini, con 500 uomini poi diventati 1000 grazie ai rinforzi inviati dal conte Guido da Poppi. Dopo la resa degli assediati, nello stesso anno Albertaccio, per riparare al torto, cedette Moncioni a Firenze che rimase alla signoria in via definitiva.
Per questo nel balzello imposto nel 1444 dal Comune di Firenze a tutti gli abitanti del contado e distretto fiorentino il popolo di S. Maria a Moncione fu tassato per sei fiorini tra quelli del piviere di Cavriglia del contado fiorentino. Da una relazione del 23 dicembre 1562 appare inoltre, che la chiesa di S. Maria a Moncione era di padronato regio, e pagava ogni anno, a titolo di censo, due libbre di cera allo Stato.

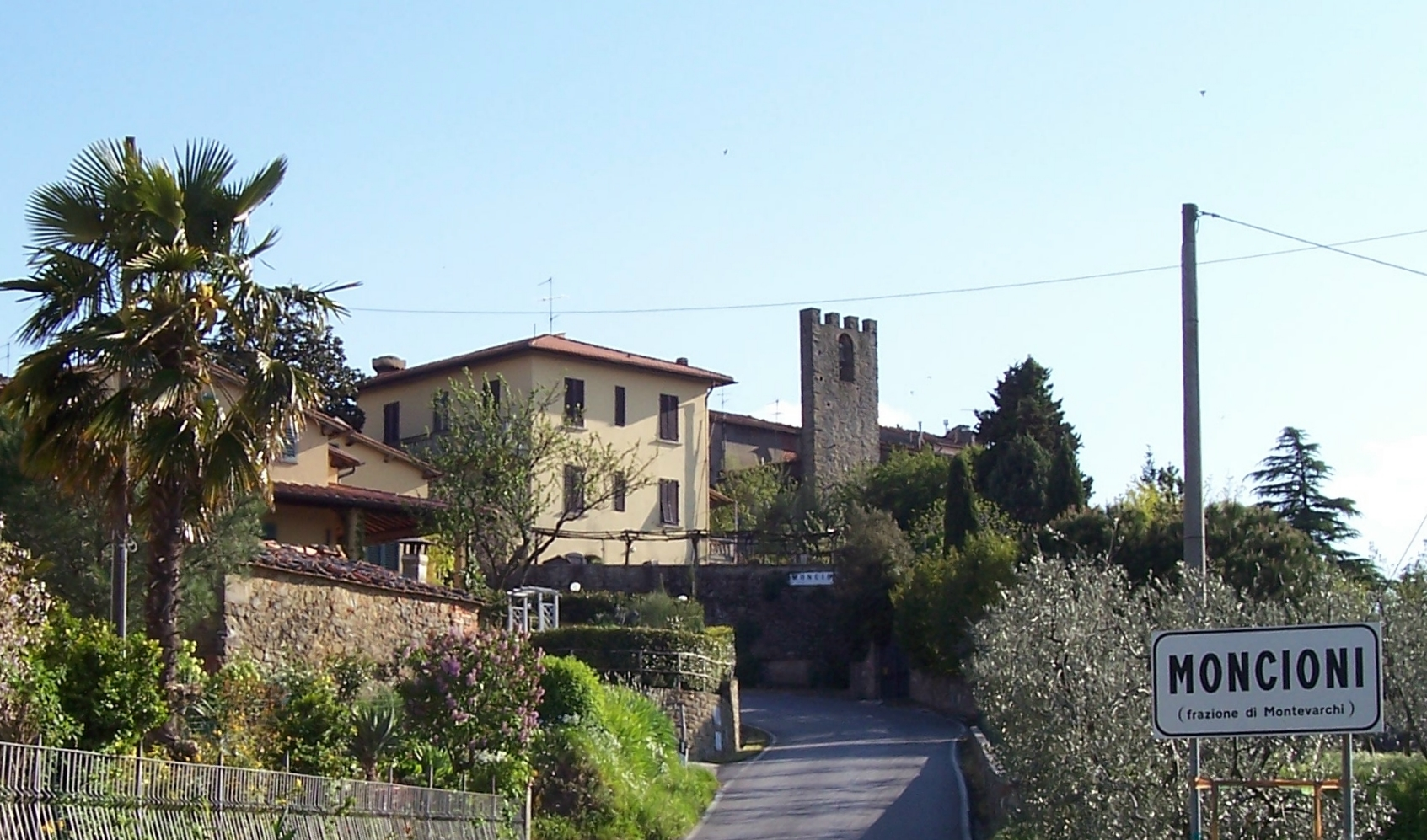
Moncioni